# Nicolás de Liechtenstein
El príncipe Nicolás de Liechtenstein (en alemán: Nikolaus Ferdinand Maria Josef Raphael von und zu Liechtenstein; Zúrich, Suiza, 24 de octubre de 1947) Es el tercero de los cinco hijos del príncipe Francisco José II de Liechtenstein y de su esposa, la condesa Georgina de Wilczek. Recibe el tratamiento de Su Alteza Serenísima.

## Biografía

### Nacimiento
El príncipe Nicolás de Liechtenstein nació el 24 de octubre de 1947 en Zúrich, Suiza como el tercer hijo del príncipe Francisco José II de Liechtenstein y de su esposa, la condesa Georgina de Wilczek. 

### Educación
El príncipe Nicolás completó su educación primaria en Vaduz antes de asistir al Schottengymnasium en Viena y al Lyceum Alpinum Zuoz en Zuoz, Suiza. De 1968 a 1972 estudió derecho en la Universidad de Viena de la que se graduó con el título de Juris doctor.

### Carrera
El príncipe Nicolás es miembro honorario de la Asociación Scout de Liechtenstein y fue uno de los panelistas en el Foro Europeo de la Asociación Scout de 1990, en la cual expuso sobre la temática de "La Caza y la Protección del Medio Ambiente".
Fue embajador no residente de Liechtenstein ante la Santa Sede y la Soberana Orden de Malta desde 1986 hasta 2017, siendo reemplazado por el príncipe Esteban de Liechtenstein. Ha sido embajador de Liechtenstein en Bélgica hasta septiembre de 2010, cuando fue reemplazado por el actual embajador, Kurt Jäger.
También es Delegado de Asuntos Exteriores de la Cruz Roja de Liechtenstein.

## Matrimonio y descendencia

### Matrimonio
El 20 de marzo de 1982 se casó en la Catedral de Notre-Dame de Luxemburgo, con la princesa Margarita de Luxemburgo (nacida en 1957).

### Descendencia
La pareja tiene cuatro hijos y una nieta:
- Príncipe Leopoldo Manuel Juan María de Liechtenstein (Leopold Emmanuel Jean Marie von und zu Liechtenstein; 20 de mayo de 1984 - 20 de mayo de 1984,  Bruselas, Bélgica). Enterrado en la Cripta Real de Laeken.
- Princesa María Anunciada Astrid Josefina Verónica de Liechtenstein (Maria-Anunciata Astrid Joséphine Veronica von und zu Liechtenstein; 12 de mayo de 1985,  Bruselas, Bélgica). Contrajo matrimonio civil el 26 de junio de 2021 con el empresario italiano Emanuele Musini en Gubbio. El enlace religioso se celebró el 4 de septiembre de 2021 en Viena.
- Princesa María Astrid Nora Margarita Verónica de Liechtenstein (Marie-Astrid Nora Margarita Veronica von und zu Liechtenstein; 26 de junio de 1987,  Bruselas, Bélgica). El 25 de septiembre de 2021 se casó en la Catedral de Santa María Asunta, en Orbetello, con el estadounidense Raphael Worthington. Tienen una hija:
  - Altea Georgina Worthington (en inglés: Althaea Georgina Worthington; 1 de julio de 2022)
- Príncipe José Manuel Leopoldo María de Liechtenstein (Josef-Emanuel Leopold Marie; 7 de mayo de 1989,  Bruselas, Bélgica). El 25 de marzo de 2022 se casó con la socialité colombiana María Claudia "Cloclo" Echavarría Suárez en la Iglesia de San Pedro Claver en Cartagena de Indias, Colombia.[5]

## Títulos y estilos
- 24 de octubre de 1947 - presente: Su Alteza Serenísima el Príncipe Nicolás Fernando María José Rafael de Liechtenstein, Conde de Rietberg.

## Distinciones honoríficas

### Distinciones honoríficas liechtensteinianas
- Gran Estrella de la Orden del Mérito del Principado de Liechtenstein.[6]
- Medalla conmemorativa del 70.º Aniversario de Francisco José II de Liechtenstein (16/08/1976).[7]

### Distinciones honoríficas extranjeras
- Medalla conmemorativa del Enlace Matrimonial entre Enrique y María Teresa de Luxemburgo (14/02/1981).
- Caballero Gran Cruz de la Orden de Adolfo de Nassau (Gran Ducado de Luxemburgo, 1982).
- Medalla conmemorativa del Jubileo de Plata del Gran Duque Juan (Gran Ducado de Luxemburgo, 12/11/1989).
- Gran Decoración de Honor en Plata con Fajín de la Orden al Mérito de la República de Austria (1992).[8]
- Caballero de justicia de la Orden de Malta (1950).
- Caballero de honor y devoción de la Orden de Malta (1968).

## Árbol genealógico
|  |                                                                     |  |  |  |  |  |  |  |  |  |  |  |  |  |  |  |
|  | 16. Príncipe Francisco de Paula de Liechtenstein                    |  |  |  |  |  |  |  |  |  |  |  |  |  |  |  |
|  |                                                                     |  |  |  |  |  |  |  |  |  |  |  |  |  |  |  |
|  |                                                                     |  |  |  |  |  |  |  |  |  |  |  |  |  |  |  |
|  | 8. Príncipe Alfredo Luis de Liechtenstein                           |  |  |  |  |  |  |  |  |  |  |  |  |  |  |  |
|  |                                                                     |  |  |  |  |  |  |  |  |  |  |  |  |  |  |  |
|  |                                                                     |  |  |  |  |  |  |  |  |  |  |  |  |  |  |  |
|  | 17. Condesa Julia Eudoxia Potocka-Piława                            |  |  |  |  |  |  |  |  |  |  |  |  |  |  |  |
|  |                                                                     |  |  |  |  |  |  |  |  |  |  |  |  |  |  |  |
|  |                                                                     |  |  |  |  |  |  |  |  |  |  |  |  |  |  |  |
|  | 4. Príncipe Luis Gonzaga de Liechtenstein                           |  |  |  |  |  |  |  |  |  |  |  |  |  |  |  |
|  |                                                                     |  |  |  |  |  |  |  |  |  |  |  |  |  |  |  |
|  |                                                                     |  |  |  |  |  |  |  |  |  |  |  |  |  |  |  |
|  | 18. Príncipe Luis II de Liechtenstein                               |  |  |  |  |  |  |  |  |  |  |  |  |  |  |  |
|  |                                                                     |  |  |  |  |  |  |  |  |  |  |  |  |  |  |  |
|  |                                                                     |  |  |  |  |  |  |  |  |  |  |  |  |  |  |  |
|  | 9. Princesa Enriqueta María de Liechtenstein                        |  |  |  |  |  |  |  |  |  |  |  |  |  |  |  |
|  |                                                                     |  |  |  |  |  |  |  |  |  |  |  |  |  |  |  |
|  |                                                                     |  |  |  |  |  |  |  |  |  |  |  |  |  |  |  |
|  | 19. Condesa Francisca de Paula Kinsky de Wchinitz y Tettau          |  |  |  |  |  |  |  |  |  |  |  |  |  |  |  |
|  |                                                                     |  |  |  |  |  |  |  |  |  |  |  |  |  |  |  |
|  |                                                                     |  |  |  |  |  |  |  |  |  |  |  |  |  |  |  |
|  | 2. Príncipe Francisco José II de Liechtenstein                      |  |  |  |  |  |  |  |  |  |  |  |  |  |  |  |
|  |                                                                     |  |  |  |  |  |  |  |  |  |  |  |  |  |  |  |
|  |                                                                     |  |  |  |  |  |  |  |  |  |  |  |  |  |  |  |
|  | 20. Archiduque Francisco Carlos de Austria                          |  |  |  |  |  |  |  |  |  |  |  |  |  |  |  |
|  |                                                                     |  |  |  |  |  |  |  |  |  |  |  |  |  |  |  |
|  |                                                                     |  |  |  |  |  |  |  |  |  |  |  |  |  |  |  |
|  | 10. Archiduque Carlos Luis de Austria                               |  |  |  |  |  |  |  |  |  |  |  |  |  |  |  |
|  |                                                                     |  |  |  |  |  |  |  |  |  |  |  |  |  |  |  |
|  |                                                                     |  |  |  |  |  |  |  |  |  |  |  |  |  |  |  |
|  | 21. Princesa Sofía Federica de Baviera                              |  |  |  |  |  |  |  |  |  |  |  |  |  |  |  |
|  |                                                                     |  |  |  |  |  |  |  |  |  |  |  |  |  |  |  |
|  |                                                                     |  |  |  |  |  |  |  |  |  |  |  |  |  |  |  |
|  | 5. Archiduquesa Isabel Amalia de Austria                            |  |  |  |  |  |  |  |  |  |  |  |  |  |  |  |
|  |                                                                     |  |  |  |  |  |  |  |  |  |  |  |  |  |  |  |
|  |                                                                     |  |  |  |  |  |  |  |  |  |  |  |  |  |  |  |
|  | 22. Rey Miguel I de Portugal                                        |  |  |  |  |  |  |  |  |  |  |  |  |  |  |  |
|  |                                                                     |  |  |  |  |  |  |  |  |  |  |  |  |  |  |  |
|  |                                                                     |  |  |  |  |  |  |  |  |  |  |  |  |  |  |  |
|  | 11. Infanta María Teresa de Portugal                                |  |  |  |  |  |  |  |  |  |  |  |  |  |  |  |
|  |                                                                     |  |  |  |  |  |  |  |  |  |  |  |  |  |  |  |
|  |                                                                     |  |  |  |  |  |  |  |  |  |  |  |  |  |  |  |
|  | 23. Princesa Adelaida de Löwenstein-Wertheim-Rosenberg              |  |  |  |  |  |  |  |  |  |  |  |  |  |  |  |
|  |                                                                     |  |  |  |  |  |  |  |  |  |  |  |  |  |  |  |
|  |                                                                     |  |  |  |  |  |  |  |  |  |  |  |  |  |  |  |
|  | 1. Príncipe Nicolás de Liechtenstein                                |  |  |  |  |  |  |  |  |  |  |  |  |  |  |  |
|  |                                                                     |  |  |  |  |  |  |  |  |  |  |  |  |  |  |  |
|  |                                                                     |  |  |  |  |  |  |  |  |  |  |  |  |  |  |  |
|  | 24. Conde Juan Nepomuceno de Wilczek                                |  |  |  |  |  |  |  |  |  |  |  |  |  |  |  |
|  |                                                                     |  |  |  |  |  |  |  |  |  |  |  |  |  |  |  |
|  |                                                                     |  |  |  |  |  |  |  |  |  |  |  |  |  |  |  |
|  | 12. Conde Juan Nepomuceno de Wilczek                                |  |  |  |  |  |  |  |  |  |  |  |  |  |  |  |
|  |                                                                     |  |  |  |  |  |  |  |  |  |  |  |  |  |  |  |
|  |                                                                     |  |  |  |  |  |  |  |  |  |  |  |  |  |  |  |
|  | 25. Condesa Emma María Emo Capodilista                              |  |  |  |  |  |  |  |  |  |  |  |  |  |  |  |
|  |                                                                     |  |  |  |  |  |  |  |  |  |  |  |  |  |  |  |
|  |                                                                     |  |  |  |  |  |  |  |  |  |  |  |  |  |  |  |
|  | 6. Conde Fernando María de Wilczek                                  |  |  |  |  |  |  |  |  |  |  |  |  |  |  |  |
|  |                                                                     |  |  |  |  |  |  |  |  |  |  |  |  |  |  |  |
|  |                                                                     |  |  |  |  |  |  |  |  |  |  |  |  |  |  |  |
|  | 26. Fernando Buenaventura, VII príncipe Kinsky de Wchinitz y Tettau |  |  |  |  |  |  |  |  |  |  |  |  |  |  |  |
|  |                                                                     |  |  |  |  |  |  |  |  |  |  |  |  |  |  |  |
|  |                                                                     |  |  |  |  |  |  |  |  |  |  |  |  |  |  |  |
|  | 13. Condesa Isabel Guillermina Kinsky de Wchinitz y Tettau          |  |  |  |  |  |  |  |  |  |  |  |  |  |  |  |
|  |                                                                     |  |  |  |  |  |  |  |  |  |  |  |  |  |  |  |
|  |                                                                     |  |  |  |  |  |  |  |  |  |  |  |  |  |  |  |
|  | 27. Princesa María Josefa de Liechtenstein                          |  |  |  |  |  |  |  |  |  |  |  |  |  |  |  |
|  |                                                                     |  |  |  |  |  |  |  |  |  |  |  |  |  |  |  |
|  |                                                                     |  |  |  |  |  |  |  |  |  |  |  |  |  |  |  |
|  | 3. Condesa Georgina Norberta de Wilczek                             |  |  |  |  |  |  |  |  |  |  |  |  |  |  |  |
|  |                                                                     |  |  |  |  |  |  |  |  |  |  |  |  |  |  |  |
|  |                                                                     |  |  |  |  |  |  |  |  |  |  |  |  |  |  |  |
|  | 28. Conde Juan Bautista Kinsky de Wchinitz y Tettau                 |  |  |  |  |  |  |  |  |  |  |  |  |  |  |  |
|  |                                                                     |  |  |  |  |  |  |  |  |  |  |  |  |  |  |  |
|  |                                                                     |  |  |  |  |  |  |  |  |  |  |  |  |  |  |  |
|  | 14. Conde Octavio Sidonio Kinsky de Wchinitz y Tettau               |  |  |  |  |  |  |  |  |  |  |  |  |  |  |  |
|  |                                                                     |  |  |  |  |  |  |  |  |  |  |  |  |  |  |  |
|  |                                                                     |  |  |  |  |  |  |  |  |  |  |  |  |  |  |  |
|  | 29. Ifigenia Teresa Dadányi de Gyülvész                             |  |  |  |  |  |  |  |  |  |  |  |  |  |  |  |
|  |                                                                     |  |  |  |  |  |  |  |  |  |  |  |  |  |  |  |
|  |                                                                     |  |  |  |  |  |  |  |  |  |  |  |  |  |  |  |
|  | 7. Condesa Norbertina Kinsky de Wchinitz y Tettau                   |  |  |  |  |  |  |  |  |  |  |  |  |  |  |  |
|  |                                                                     |  |  |  |  |  |  |  |  |  |  |  |  |  |  |  |
|  |                                                                     |  |  |  |  |  |  |  |  |  |  |  |  |  |  |  |
|  | 30. Conde Jorge Ladislao Festétics de Tólna                         |  |  |  |  |  |  |  |  |  |  |  |  |  |  |  |
|  |                                                                     |  |  |  |  |  |  |  |  |  |  |  |  |  |  |  |
|  |                                                                     |  |  |  |  |  |  |  |  |  |  |  |  |  |  |  |
|  | 15. Condesa Georgina Ernestina Festétics de Tólna                   |  |  |  |  |  |  |  |  |  |  |  |  |  |  |  |
|  |                                                                     |  |  |  |  |  |  |  |  |  |  |  |  |  |  |  |
|  |                                                                     |  |  |  |  |  |  |  |  |  |  |  |  |  |  |  |
|  | 31. Condesa Eugenia Bárbara Erdödy de Monyrókerék y Monoszló        |  |  |  |  |  |  |  |  |  |  |  |  |  |  |  |
|  |                                                                     |  |  |  |  |  |  |  |  |  |  |  |  |  |  |  |
|  |                                                                     |  |  |  |  |  |  |  |  |  |  |  |  |  |  |  |